# Uniwersytet Techniczny w Libercu
Uniwersytet Techniczny w Libercu (cz. Technická univerzita v Liberci – TUL) – czeska uczelnia publiczna w mieście Liberec. Została założona w 1953 roku.
W 2018 roku funkcję rektora objął Miroslav Brzezina.